# Lonnie Gordon
Lonnie Gordon (Filadelfia, 8 de noviembre de 1965) es una cantante y compositora estadounidense de música de baile, pop y r&b que consiguió algunos hits durante la década de los 1990s.

## Biografía
Nacida en Filadelfia, Pensilvania, Lonnie Gordon residió en El Bronx (Nueva York) desde la infancia. A principios de los 1980s, empezó a actuar en clubes del Harlem como cantante de una banda llamada Nythjar. A finales de los 1980s se casó y cambió su residencia a Inglaterra, retirándose temporalmente de la escena musical para cuidar de su hija Rikki, retomando su carrera unos meses después actuando en algunos clubs, hasta que, tras publicar algunos singles llegó el éxito de la mano de Stock Aitken & Waterman con el tema "Happenin' All Over Again", originalmente escrita para Donna Summer. El sencillo alcanzó el puesto #4 en el Reino Unido y fue un gran éxito por toda Europa.
Tras varios lanzamientos discretos, incluido su primer álbum, viajó a Italia y grabó la canción "Gonna Catch You", escrita y producida por el proyecto ítaliano Black Box. Fue publicada como sencillo en el Reino Unido, donde se convirtió en un éxito Top 40, alcanzando el puesto # 32. Debido a su inclusión en la película de Vanilla Ice,  "Fría como el hielo", la canción se convirtió en su debut en los EE. UU., donde alcanzó el número uno en las listas de baile de Estados Unidos y el puesto # 79 en el Billboard Hot 100.
En 1993 cambió de discográfica y publicó su segundo álbum "Bad Mood" que alcanzó dos número uno en EE. UU., con el sencillo que daba nombre al álbum y una reedición de "Happenin' All Over Again", el cual también alcanzó el #98 en el Billboard Hot 100. 
En 1996 consiguió otro hit en EE. UU. con "Dirty Love", alcanzando el puesto #6. 
En 2000, lanzó un álbum recopilatorio No Regret, el cual incluyó muchos de su singles y dos canciones nuevas y dos años después fue solista y narradora de "Zumanity" del Cirque du Soleil en Las Vegas. 
En 2007, estableció su propio sello Gordon Records, de la que ella lanzó cuatro álbumes de recopilación, incluyendo varias canciones nuevas y poco después un CD edición especial remasterizado de su álbum inédito en EE. UU. de 1990.

## Discografía

### Álbumes
- If I Have to Stand Alone (1991)
- Bad Mood (1993)
- No Regret (2000)
- Very Best of Lonnie Gordon (2002)
- Looking Through Time (2007)
- Anthems, Vol. I (2007)
- Anthology Vol. 1 (2007)
- Anthology Vol. 2 (2007)
- If I Have to Stand Alone - Special Edition (2009)[3]

### Singles
| Año                                                              | Título                                   | Posición en lista | Posición en lista | Posición en lista | Posición en lista | Posición en lista | Posición en lista | Posición en lista | Posición en lista | Posición en lista | Posición en lista | Posición en lista | Álbum                    |
| Año                                                              | Título                                   | UK                | AUS               | BEL (FLA)         | FRA               | GER               | IRE               | NED               | NZ                | SWE               | US                | US Dance          | Álbum                    |
| ---------------------------------------------------------------- | ---------------------------------------- | ----------------- | ----------------- | ----------------- | ----------------- | ----------------- | ----------------- | ----------------- | ----------------- | ----------------- | ----------------- | ----------------- | ------------------------ |
| 1989                                                             | "It's Not Over (Let No Man Put Asunder)" | 91                | —                 | —                 | —                 | —                 | —                 | —                 | —                 | —                 | —                 | —                 | If I Have To Stand Alone |
| 1990                                                             | "Happenin' All Over Again"               | 4                 | 33                | 25                | 24                | 44                | 3                 | 35                | 43                | 14                | —                 | —                 | If I Have To Stand Alone |
| 1990                                                             | "Beyond Your Wildest Dreams"             | 48                | 104               | —                 | —                 | —                 | —                 | —                 | —                 | —                 | —                 | —                 | If I Have To Stand Alone |
| 1990                                                             | "If I Have To Stand Alone"               | 68                | 147               | —                 | —                 | —                 | —                 | —                 | —                 | —                 | —                 | —                 | If I Have To Stand Alone |
| 1991                                                             | "Gonna Catch You"                        | 32                | 145               | —                 | 37                | —                 | —                 | 27                | —                 | —                 | 79                | 1                 | Cool as Ice              |
| 1993                                                             | "Bad Mood"                               | —                 | —                 | —                 | —                 | —                 | —                 | —                 | —                 | —                 | —                 | 1                 | Bad Mood                 |
| 1993                                                             | "Happenin' All over Again'93" (US only)  | —                 | —                 | —                 | —                 | —                 | —                 | —                 | —                 | —                 | 98                | 1                 | Bad Mood                 |
| 1994                                                             | "Do You Want It"                         | —                 | —                 | —                 | —                 | —                 | —                 | —                 | —                 | —                 | —                 | 5                 | Bad Mood                 |
| 1996                                                             | "Dirty Love"                             | —                 | —                 | —                 | —                 | —                 | —                 | —                 | —                 | —                 | —                 | 6                 | singles only             |
| 1996                                                             | "If You Really Love Me"                  | —                 | —                 | —                 | —                 | —                 | —                 | —                 | —                 | —                 | —                 | 42                | singles only             |
| 1998                                                             | "Beat The Street '98" (UK only)          | —                 | —                 | —                 | —                 | —                 | —                 | —                 | —                 | —                 | —                 | —                 | singles only             |
| 1998                                                             | "Happenin' All Over Again'98" (US only)  | —                 | —                 | —                 | —                 | —                 | —                 | —                 | —                 | —                 | —                 | —                 | singles only             |
| 1999                                                             | "Everybody's Talkin'" (AUS/NZ only)      | —                 | —                 | —                 | —                 | —                 | —                 | —                 | —                 | —                 | —                 | —                 | singles only             |
| 2001                                                             | "He Lives in You"                        | —                 | —                 | —                 | —                 | —                 | —                 | —                 | —                 | —                 | —                 | —                 | No Regret                |
| "—" indica que el tema no entró en lista o que no fue publicado. |                                          |                   |                   |                   |                   |                   |                   |                   |                   |                   |                   |                   |                          |

### Como artista invitada
| Año                                                              | Título                                                | Posición en lista | Posición en lista | Álbum |
| Año                                                              | Título                                                | UK                | US Dance          | Álbum |
| ---------------------------------------------------------------- | ----------------------------------------------------- | ----------------- | ----------------- | ----- |
| 1987                                                             | "Cinco De Mayo" (con Tropical Beat)                   | —                 | —                 |       |
| 1988                                                             | "All Work And No Play" (con Offshore)                 | —                 | —                 |       |
| 1988                                                             | "No Regrets" (con Quartzlock)                         | —                 | —                 |       |
| 1989                                                             | "(I've Got Your) Pleasure Control" (con Simon Harris) | 60                | 23                |       |
| 1989                                                             | "Beat The Street" (con Love Inc.)                     | —                 | —                 |       |
| 1990                                                             | "We Got The Love" (con Touch of Soul)                 | 46                | —                 |       |
| 1995                                                             | "Love Eviction" (con Quartz Lock)                     | 32                | —                 |       |
| 1996                                                             | "A God That Can Dance" (con Shield)                   | —                 | —                 |       |
| 2001                                                             | "Falling In And Out Of Love" (con Orienta-Rhythm)     | —                 | —                 |       |
| "—" indica que el tema no entró en lista o que no fue publicado. |                                                       |                   |                   |       |